# Táchiraameisenpitta
Der Táchiraameisenpitta (Grallaria chthonia) ist eine kaum erforschte Vogelart aus der Familie der Ameisenpittas (Grallariidae). Er galt zwischen 1956 und 2016 als verschollen.

## Beschreibung
Der Táchiraameisenpitta erreicht eine Länge von 17 cm. Die Oberseite ist braun, Haube und Nacken sind grau gefärbt. Der Mantel ist schwarz gebändert. Die Kehle und die Ohrendecken sind braun. Des Weiteren ist er durch einen weißen Wangenstreif charakterisiert. Der Unterkörper ist weißlich, die Flanken und die Brust sind grau gebändert.

## Lebensweise
Seine Lebensweise ist nicht erforscht. 

## Status
Der Táchiraameisenpitta war lange Zeit nur von vier Exemplaren bekannt. Im Februar 1955 entdeckte Ramon Urbano in der Terra typica bei Hacienda la Providencia am Rio Chiquita im südwestlichen Teil des venezolanischen Bundesstaates Táchira ein Männchen, das als Holotypus klassifiziert ist. Drei weitere Exemplare wurden 1955 und 1956 gesammelt. Bei intensiven Suchen zwischen den Jahren 1990 und 1996 konnte die Art nicht beobachtet werden. Die Region liegt im El Tamá National Park und brauchbarer Lebensraum ist noch vorhanden. Das Flusstal des Rio Chiquita wurde jedoch 1996 unterhalb der Höhenlage von 1600 Metern durch Kaffeeplantagen verändert. Im Juni 2016 gelang es einem venezolanisch-US-amerikanischen Ornithologen-Team mit finanzieller Unterstützung der American Bird Conservancy den Táchira-Ameisenpitta wiederzuentdecken und ein Exemplar zu fotografieren.